# Koirasaari

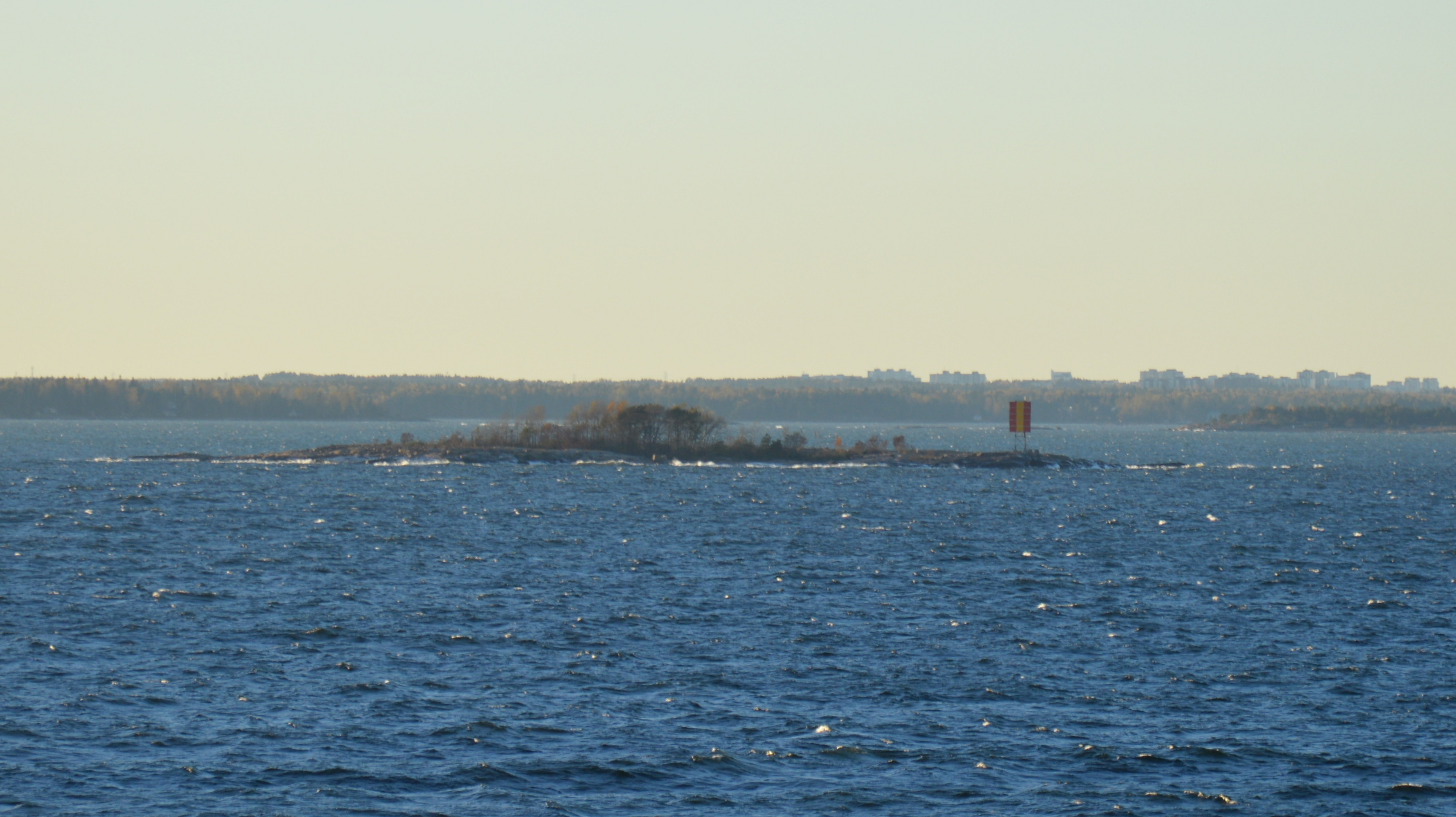
Koirasaari, Blick von Westen

Koirasaari (schwedisch: Hundören) ist eine zu Finnland gehörende Schäre in der Ostsee südlich von Helsinki.
Die Schäre gehört zum Teilgebiet Aluemeri des Stadtteils Ulkosaaret der finnischen Hauptstadt Helsinki und ist öffentliches Gebiet. Östlich von Koirasaari verläuft der Seeweg zum etwa acht Kilometer nördlich gelegenen Hafen von Helsinki im Finnischen Meerbusen.
Die unbewohnte Insel umfasst 3,24 Hektar, erstreckt sich von Norden nach Süden über etwa 300 Meter bei einer Breite von bis zu 170 Metern und erhebt sich nur wenig über die Wasseroberfläche. In der Mitte der felsigen Insel befindet sich eine Baumgruppe. Insgesamt wurden auf der Insel 136 Pflanzenarten gefunden. Am nordöstlichen Punkt Koirasaaris ist ein Seezeichen aufgestellt.